# Liberalt Folkeparti
Liberalt Folkeparti var officielt et landsdækkende politisk parti, men reelt en kommunalpolitisk udbryderliste i Esbjerg Kommune. Kort inden kommunalvalget i Esbjerg Kommune 2017 havde de to stiftere, der hidtil havde repræsenteret partiet i Esbjerg Byråd dog trukket sig, og partiet opnåede da heller ikke valg.

## Oprettelsen
Partiet blev stiftet i 2014 af de to tidligere byrådsmedlemmer fra Dansk Folkeparti, Freddie og Kim Madsen, efter en række interne stridigheder i Dansk Folkepartis lokalafdeling i Esbjerg Kommune. Partiet meddelte ved stiftelsen, at man ønskede at opstille til Folketinget ved valget i 2015. Freddie Madsen sad i Folketinget i perioden 2001-05.

## Politik
Partiet har en meget kritisk tilgang til Den Europæiske Union, og ønsker at begrænse dennes magt. Derudover mener partiet, skal Danmark bør træde ud af Schengen-samarbejdet. Partiet slår fast, at Danmark ikke skal være et indvandringsland, og er således meget kritisk over for multikulturisme. Ideologisk set kan man placere partiet som et nationalkonservativt parti med socialdemokratiske træk, især fordi partiet tidligere ønsket lokale skattestigninger for at undgå at spare på velfærden.

## Vælgererklæringer
I perioden fra 29. april 2014 til 29. april 2017 indsamlede partiet vælgererklæringer med henblik på at blive opstillingsberettiget til Folketinget, hvilket ikke lykkedes for dem. 